# Le Comte de Monte-Cristo (film, 1942)
Pour les articles homonymes, voir Le Comte de Monte-Cristo (homonymie).
Pour plus de détails, voir Fiche technique et Distribution.
Le Comte de Monte-Cristo (El conde de Montecristo) est un film mexicain réalisé par Roberto Gavaldón et Chano Urueta, sorti en 1942.

## Synopsis
Adaptation du roman éponyme d'Alexandre Dumas.

## Fiche technique
- Titre : Le Comte de Monte-Cristo
- Titre original : El conde de Montecristo
- Réalisation : Roberto Gavaldón et Chano Urueta
- Scénario : Chano Urueta, d'après le roman pré-cité
- Musique : Raúl Lavista
- Directeur de la photographie : Agustín Martínez Solares
- Décors : José Rodríguez Granada
- Costumes : Alberto Vázquez Chardy
- Montage : Charles L. Kimball (en)
- Producteurs : Gregorio Walerstein et Simon Wischnack
- Société de production : Filmex
- Pays d'origine :  Mexique
- Langue : Espagnol
- Genre : Aventure et drame
- Noir et blanc - 165 min
- Date de sortie : 29 avril 1942 (Mexique)

## Distribution
- Arturo de Córdova : Edmond Dantès / Le Comte de Monte-Cristo
- Mapy Cortès (en) : Haydée
- Consuelo Frank : Mercédès Herrera / La Comtesse de Morcef
- René Cardona : Fernand Mondego / Le Comte de Morcef
- Miguel Arenas (es) : Gérard de Villefort
- Anita Blanch : Éloïse de Villefort
- Gloria Marín : La baronne Herminia de Danglars
- Carlos López Moctezuma : Le Baron Danglars
- Rafael Baledón : Maximilien Morrel
- Abel Salazar : Le Vicomte Albert de Morcef